# Hugbert Bavarski
Hugbert ali Hukbert Agilolfinški je bil od leta 724 do 736 vojvoda Bavarske, * ni znano, † 736.
Bil je sin vojvode Teodberta in Regintrude, verjetno hčerke senešala (in palatina) Hugoberta in Irmine Oerenske.
Prezgodnja smrt njegovega očeta je povzročila spore za njegovo nasledstvo. Frankovski majordom Karel Martel je poskušal izkoristiti nastalo stanje in pridobiti več oblasti nad sicer neodvisno vojvodino. Hugbert je bil prisiljen odstopiti del ozemlja svoje vojvodine in nekaj časa vladati po bavarskih zakonih v imenu merovinškega kralja Teoderika IV..
Hugbert je začel izvrševati načrte svojih predhodnikov za ustanovitev neodvisne Bavarske cerkve. V ta namen je svetemu Bonifaciju prepustil pokristjanjenje svojih podložnikov in odpoklical škofa Korbinijana iz Freisinga.